# Enrique Tarigo Vázquez
Enrique E. Tarigo Vázquez (Montevideo, 1927 - ibídem, 2002) fou un advocat, periodista, professor universitari i polític uruguaià, pertanyent al Partit Colorado. Va ser Vicepresident de l'Uruguai entre 1985 i 1990, en el primer període democràtic després de la dictadura.

## Biografia
Va néixer a Montevideo el 15 de setembre de 1927. Es va casar amb Susana Isabel Morador López, i va tenir 5 fills: Enrique, Miguel, Alejandro, Gabriela i Juan Felipe.
El 1953 es va graduar en Dret. Va ser professor de Dret Processal a la Facultat de Dret de la Universitat de la República, fins i tot que va renunciar a la docència el 1978, quan la dictadura va obligar a renunciar a destacats docents de l'esmentada facultat.
Fundador del setmanari "Opinar", va tenir un important paper en el rebuig a la reforma constitucional proposada pel govern militar el novembre de 1980, on va triomfar el NO, és a dir, que els ciutadans no van aprovar aquesta reforma.
Després va participar com a delegat del seu partit en les negociacions amb els militars en procura d'una sortida democràtica, la que es va concretar amb les eleccions de 1984, en les que es va elegir com a vicepresident de la nació.
El 1989, el president Julio María Sanguinetti Coirolo ho va proposar com a candidat presidencial del seu partit per a les eleccions d'aquell any, però les eleccions internes del batllisme unit (Llista 15) van donar la victòria a Jorge Batlle Ibáñez. Tarigo es va allunyar de la política activa.
Entre 1992 i 1993 va ocupar el càrrec de director del periòdic uruguaià El Día.
Després de renunciar a la banca que havia obtingut en el Senat en aquestes eleccions i d'un breu període com a ambaixador de l'Uruguai a Espanya, entre 1995 i 1999, va retornar al país per tornar a la docència, la seva principal vocació, a la qual es va dedicar fins a la seva mort que va tenir lloc a Montevideo, el 14 de desembre de 2002.